# Hans Kohlberger
Hans Kohlberger (* 15. November 1932 in Berlin; † 4. November 2019 ebenda) war ein deutscher Politiker (SPD).

## Biografie
Hans Kohlberger besuchte eine Volksschule und machte eine Lehre als Bäcker. Er nahm an gewerkschaftlichen Kursen teil und studierte an der Volkshochschule „Arbeit und Leben“. An der Deutschen Hochschule für Politik legte er das Zwischenexamen ab, später folgte die Sonderreifeprüfung beim Wissenschaftlichen Landesprüfungsamt Berlin. 1953 trat er der SPD bei und arbeitete bei der Arbeiterwohlfahrt (AWO) Berlin.
1960 rückte Kohlberger in die Bezirksverordnetenversammlung (BVV) im Bezirk Kreuzberg nach und wurde bei der Berliner Wahl 1963 in das Abgeordnetenhaus von Berlin gewählt. Im April 1969 schied er aus dem Parlament aus, da ihn die BVV Kreuzberg zum Bezirksstadtrat für Sozialwesen gewählt hatte. Er war bis 1982 Bezirksstadtrat und wurde später stellvertretender Vorsitzender der AWO Berlin. Von 2002 bis 2006 war Kohlberger Vorsitzender der Berliner Arbeitsgemeinschaft SPD 60 plus.
Im Januar 2006 trat Kohlberger aus der SPD aus, da ihm frühere Kontakte mit dem DDR-Ministerium für Staatssicherheit vorgeworfen wurden.